# Sweathouse von Cadian
Das schwer auffindbare Sweathouse von Cadian (irisch Céidín) liegt zwei Kilometer südwestlich von Eglish im County Tyrone in Nordirland. Das Sweathouse (Schweißhaus) ist eines der am besten erhaltenen in Irland. Es liegt an der äußersten Ecke eines kleinen schlammigen Feldes, dicht an der Feldgrenze und am Ufer eines kleinen Flusses und zugleich am „Eglish Heritage Trail“.
Der Zugang ist etwa 75 cm hoch und das ovale Gebäude misst innen etwa 1,35 × 1,5 m. Die Wände aus Trockenmauerwerk sind etwa 1,5 m hoch. Außen ist das Schweißhaus etwa zwei Meter hoch. Ursprünglich war es mit drei langen Platten überdacht und mit kleinen Steinen, die die Zwischenräume füllten. Ein kleines dreieckiges Loch diente als Rauchabzug. In den letzten Jahren hat es jedoch etwas gelitten und jetzt befindet sich im Dach ein Loch von etwa 40 cm. 

## Kontext
Über Europa verbreitet gibt es eine große Anzahl Kraggewölbebauten aus Trockenmauerwerk wie etwa die Kuppelbauten der Hebriden, die den Sweathouses sehr ähnlich sind. Alle anderen Typen haben jedoch Türen, im Gegensatz zu den winzigen Eingängen der irischen Sweathouses.
Irische Sweathouses (halbwegs erhalten sind 16) setzen entweder eine prähistorische Tradition des Einatmens von bewusstseinsverändernden Drogen fort, oder sie hatten die Funktion von Saunen. Ein Mittel zur Erweiterung des Bewusstseins ist der Spitzkegelige Kahlkopf (Psilocybe semilanceata) oder "magic mushroom", der auf der ganzen Insel zu finden ist.